# Syndicat des musiques actuelles
 (novembre 2023).
La mise en forme du texte ne suit pas les recommandations de Wikipédia : il faut le « wikifier ».
Les points d'amélioration suivants sont les cas les plus fréquents. Le détail des points à revoir est peut-être précisé sur la page de discussion.
- Les titres sont pré-formatés par le logiciel. Ils ne sont ni en capitales, ni en gras.
- Le texte ne doit pas être écrit en capitales (les noms de famille non plus), ni en gras, ni en italique, ni en « petit »…
- Le gras n'est utilisé que pour surligner le titre de l'article dans l'introduction, une seule fois.
- L'italique est rarement utilisé : mots en langue étrangère, titres d'œuvres, noms de bateaux, etc.
- Les citations ne sont pas en italique mais en corps de texte normal. Elles sont entourées par des guillemets français : « et ».
- Les listes à puces sont à éviter, des paragraphes rédigés étant largement préférés. Les tableaux sont à réserver à la présentation de données structurées (résultats, etc.).
- Les appels de note de bas de page (petits chiffres en exposant, introduits par l'outil «  Source ») sont à placer entre la fin de phrase et le point final[comme ça].
- Les liens internes (vers d'autres articles de Wikipédia) sont à choisir avec parcimonie. Créez des liens vers des articles approfondissant le sujet. Les termes génériques sans rapport avec le sujet sont à éviter, ainsi que les répétitions de liens vers un même terme.
- Les liens externes sont à placer uniquement dans une section « Liens externes », à la fin de l'article. Ces liens sont à choisir avec parcimonie suivant les règles définies. Si un lien sert de source à l'article, son insertion dans le texte est à faire par les notes de bas de page.
- La présentation des références doit suivre les conventions bibliographiques. Il est recommandé d'utiliser les modèles {{Ouvrage}}, {{Chapitre}}, {{Article}}, {{Lien web}} et/ou {{Bibliographie}}. Le mode d'édition visuel peut mettre en forme automatiquement les références.
- Insérer une infobox (cadre d'informations à droite) n'est pas obligatoire pour parachever la mise en page.

Pour une aide détaillée, merci de consulter Aide:Wikification.
Si vous pensez que ces points ont été résolus, vous pouvez retirer ce bandeau et améliorer la mise en forme d'un autre article.
Le Syndicat national des petites et moyennes structures non lucratives des musiques actuelles, plus connu sous le nom de Syndicat des Musiques actuelles (SMA), est un syndicat professionnel de la filière musicale française. Il a été créé en 2005, à l'initiative de la Fédurok et de la Fédération des scènes de jazz et de musiques improvisées (organisations regroupées aujourd'hui sous le nom de la Fédération des lieux de musiques actuelles - Fédélima). Le SMA regroupe 600 entreprises : festivals, salles de concerts, producteurs de spectacles, labels, centres de formation, radios, fédérations et réseaux.

## Historique
Dès sa création, le SMA défend une « éthique sociétale et humaniste» et des « principes qui valorisent l'initiative privée d'utilité sociale, au sein d'une économie non lucrative de marché ». Le syndicat rassemble principalement les structures non lucratives de la filière des musiques actuelles.
Le SMA est membre de l'Union Fédérale d'Intervention des Structures Culturelles (UFISC) et de Tous Pour La Musique (TPLM).

## Représentativité
Le SMA fait partie des organisations d'employeurs reconnues représentatives dans la convention collective nationale des entreprises du secteur privé du spectacle vivant (n° 3090), dans la convention collective nationale pour les entreprises artistiques et culturelles (n° 1285), et dans la branche de l'édition de livres, de l'édition phonographique et de l'édition de musique (IDCC n° 2121, 1194, 2770 et 1016).

## Prises de positions
En décembre 2021, à la suite de l'annulation du concert d'Anna von Hausswolff initialement prévu au Lieu Unique à Nantes et deux jours plus tard à la reprogrammation dans un lieu tenu secret de celui prévu dans l'Eglise Saint-Eustache pour des raisons de sécurité en raison de menaces et d'appel à la mobilisation de catholiques intégristes, le SMA et les tourneurs de l'artiste ont regretté l'absence de soutien politique pour la tenue de ce concert.
Le SMA s'est notamment positionné en faveur de la mise en place d'une contribution obligatoire des plateformes de streaming (taxe streaming) au financement du Centre national de la musique.